# 氷川神社 (埼玉県伊奈町)
氷川神社（ひかわじんじゃ）は、埼玉県北足立郡伊奈町の神社。

## 歴史
1248年（宝治2年）に創建された。当初は素盞嗚尊を祀る「男体宮」、稲田姫命を祀る「女体宮」の二社があったというが、いつの間にか一社にまとめて祀られるようになったという。東隣にあった「吉祥院」が別当寺であった。吉祥院は修験道の寺院であったが、明治初期の神仏分離により、廃寺に追い込まれた。
明治初期、近代社格制度に基づく「村社」に列せられ、明治末期の神社合祀により、旧小室村の39社が合祀された。

## 松平信綱との縁
当社は松平信綱との縁があることでも知られている。信綱の父大河内久綱は伊奈忠次の配下として小室の陣屋（現・伊奈氏屋敷跡）に勤めていた。久綱は子宝に恵まれなかったため、当社で祈ったところ、一子を授かった。この子こそが後の松平信綱である。この縁により信綱や実家の大河内家は、当社の再建や山林の寄進をしたという。

## 文化財
- 松平伊豆守信綱より拝領の短刀と硯箱（伊奈町指定有形文化財 昭和43年3月1日指定）[3]
- 杉（伊奈町指定天然記念物 平成2年8月20日指定）[4]

## 交通アクセス
- 志久駅より徒歩16分。